# Lambana
Lambana is een geslacht van vlinders van de familie Uilen (Noctuidae), uit de onderfamilie Acontiinae.

## Soorten
- L. cucullatalis Walker, 1865
- L. diagramma Hampson, 1911
- L. harsha Schaus, 1911
- L. necoda Schaus, 1911
- L. palliola Dyar, 1914
- L. ziha Schaus, 1911